# Alue Bie Pusong
Alue Bie Pusong is een bestuurslaag in het regentschap Bireuen van de provincie Atjeh, Indonesië. Alue Bie Pusong telt 268 inwoners (volkstelling 2010).